# Лами, Эжен Луи
Эжен Луи Лами (фр. Eugène Louis Lami; 12 января 1800, Париж — 19 декабря 1890, там же) — французский живописец, ученик О. Верне, А.-Ж. Гро, учился в Парижской академии художеств.

## Биография и творчество
Эжен Луи Лами родился в 1800 году в Париже. Работал в студии Ораса Верне, затем учился в Парижской академии художеств у Камиля Рокплана и Антуана-Жана Гро. В то же время изучал технику акварели у Ричарда Паркса Бонингтона. В дальнейшем стал одним из основателей Общества французских акварелистов. 
Сначала занимался литографией, потом акварельной живописью, делал рисунки для различных иллюстрированных журналов, издал несколько сборников своих литографий, среди которых «Путешествие по Англии и Шотландии». Посетил Россию, Испанию, Италию и Германию, во время Крымской войны находился на театре военных действий и собрал богатый запас материалов для своих последующих работ в баталическом стиле. Не ограничиваясь этим стилем, трактовал в своих произведениях весьма разнообразные сюжеты: исторические эпизоды, сцены из быта высшего общества и придворной жизни, темы, взятые из литературных сочинений, архитектурные виды и т. п.
Эжен Лами внёс вклад и в развитие балета — для выступления Марии Тальони в балете «Сильфида» (1832), эскизы костюмов к которому выполнил этот художник, по его рисунку впервые была изготовлена пачка.

## Произведения

### Масло

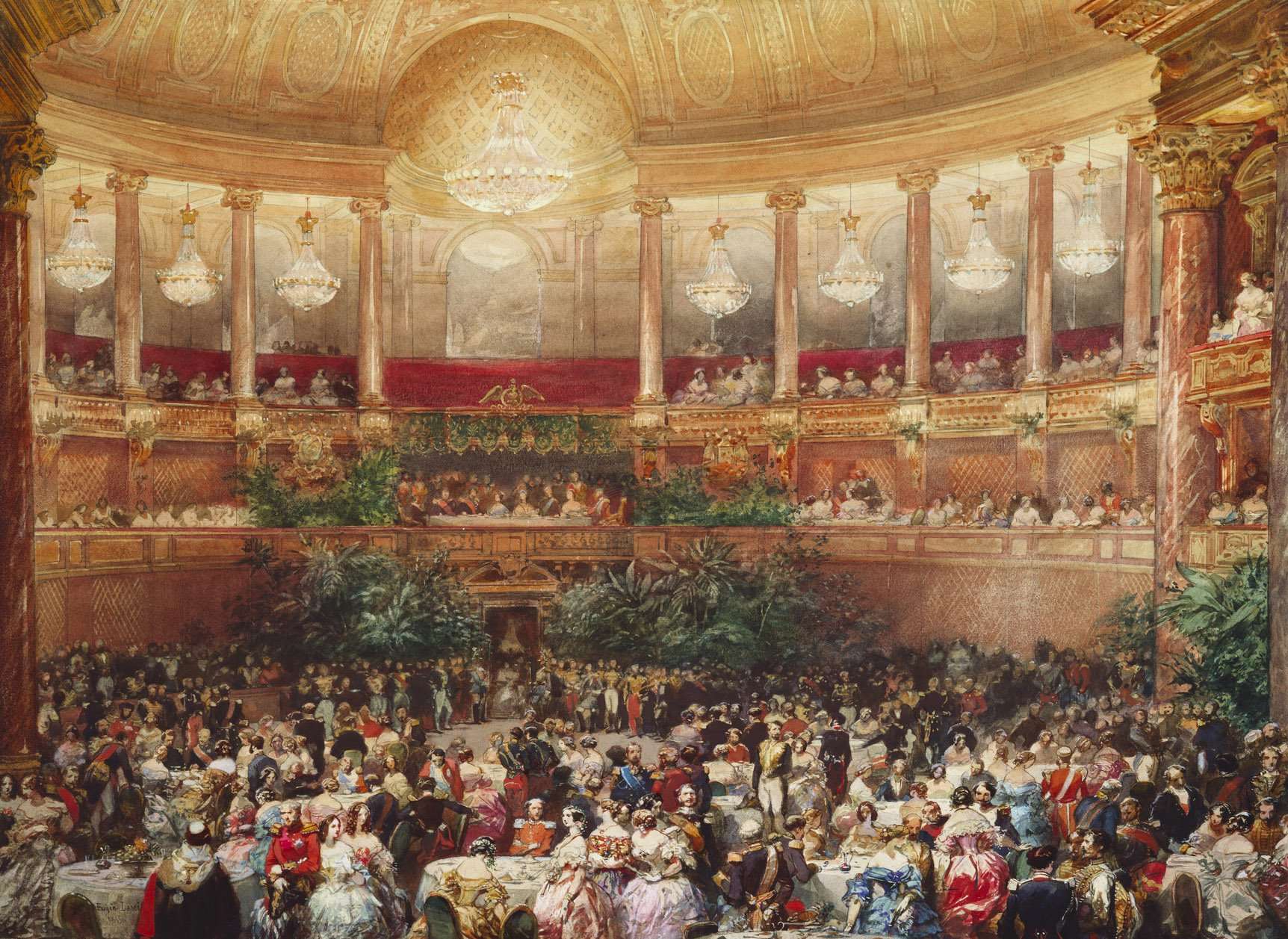
Визит королевы Виктории в Париж. 1855

Из его картин, написанных масляными красками, особенно интересны:
- «Карл I Стюарт, ведомый в темницу, получает розу из рук молодой девушки» (1831);
- «Коронация императора Николая I»;
- «Сражение при Альме»,
- «Въезд невесты герцога Орлеанского в Тюльерийский сад»

и большие декоративные картины в Версальской исторической галере:
- «Гондсхотенская битва 1793 г.»,
- «Битва при Ватиньи 1793 г.»,
- «Взятие Маастрихта в 1794 г.»,
- «Сражение при Клэ в 1814 г.»
- «Сдача голландского гарнизона французам в 1832 г.».

### Акварель

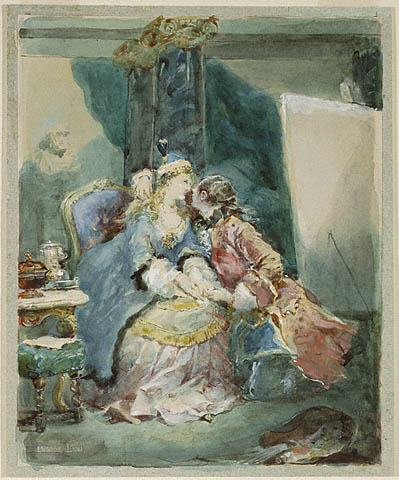
Целующаяся пара. 1881

Ещё ярче, чем в этих картинах, выразился талант Лами в его акварелях, которым он отдавал предпочтение. Его многочисленные акварели отличаются свободой и изяществом исполнения и блеском красок. Лучшими среди них считаются:
- «Бал в Тюильри»,
- «Большой маскарад в оперном театре»,
- ряд архитектурных видов Генуи,
- «Мария Стюарт пред трупом Дугласа»,
- «Последнее аутодафе в Мадриде в 1670 г.»,
- «Отречение Марии Стюарт от престола»,
- «Реформатор Нокс проповедует перед Марией Стюарт»,
- «Трианон в 1750 г.»
- серия рисунков на сюжеты из сочинений Альфреда Мюссе.